# Mike Spence
Michael Henderson "Mike" Spence  (Surrey, Engleska, 30. prosinca 1936. – Indianapolis, Indiana, SAD, 7. svibnja 1968.) je bivši britanski vozač automobilističkih utrka.

## Rezultati u Formuli 1
| Sezona | Momčad     | Šasija   | Motor     | Utrke | Pobjede | Podiji | Bodovi | Plasman |
| ------ | ---------- | -------- | --------- | ----- | ------- | ------ | ------ | ------- |
| 1963.  | Team Lotus | Lotus 25 | Climax V8 | 1     | 0       | 0      | 0      | —       |

## Vanjske poveznice
- Mike Spence na racing-reference.info